# ناموون
ناموون (به لاتین: Namwon) یک شهر و تقسیمات کشوری کره جنوبی در کره جنوبی است که در جئولابوک-دو واقع شده‌است. ناموون ۷۵۲٫۴ کیلومتر مربع مساحت و ۱۰۴٬۱۹۸ نفر جمعیت دارد.

## نگارخانه

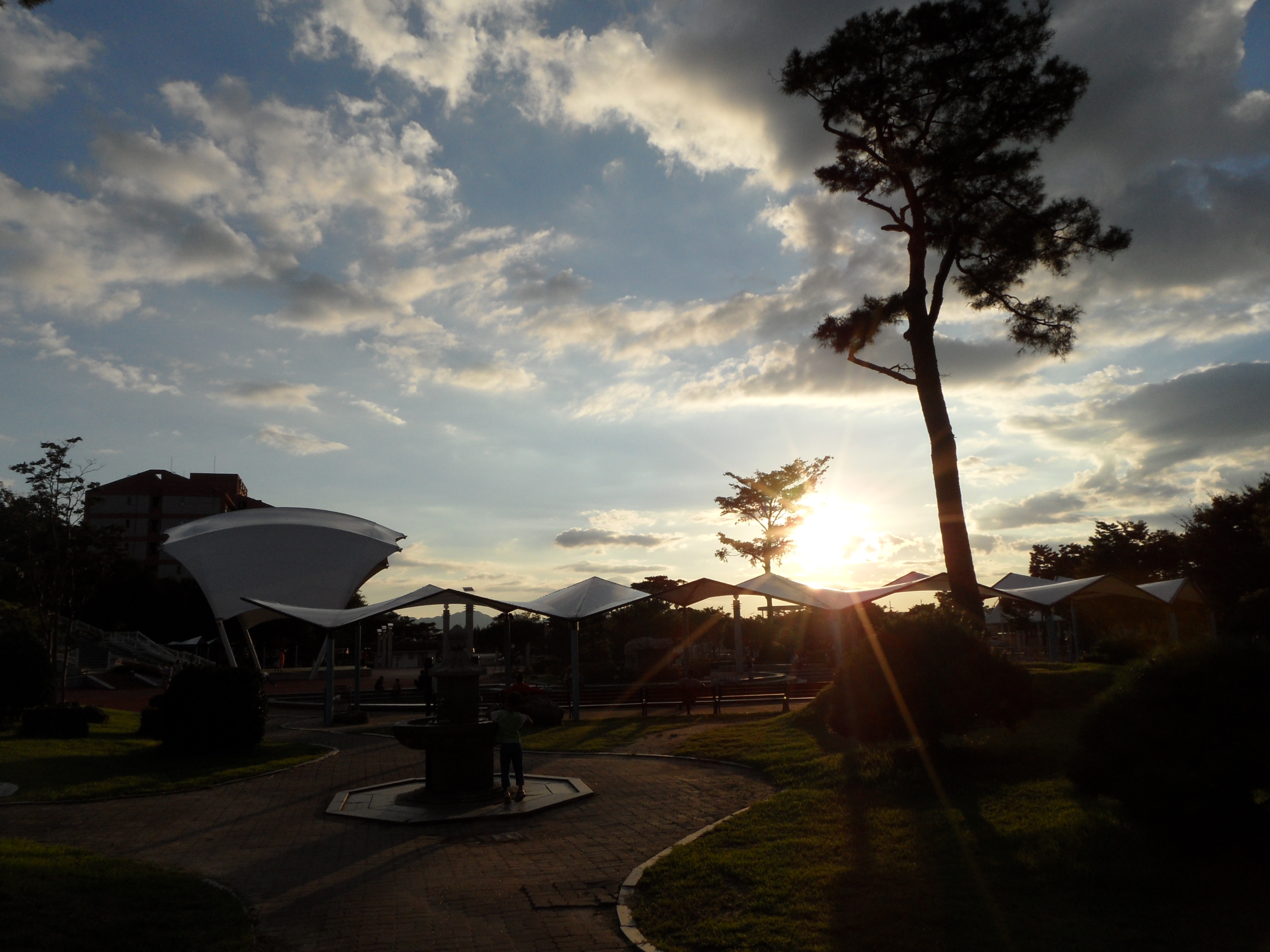
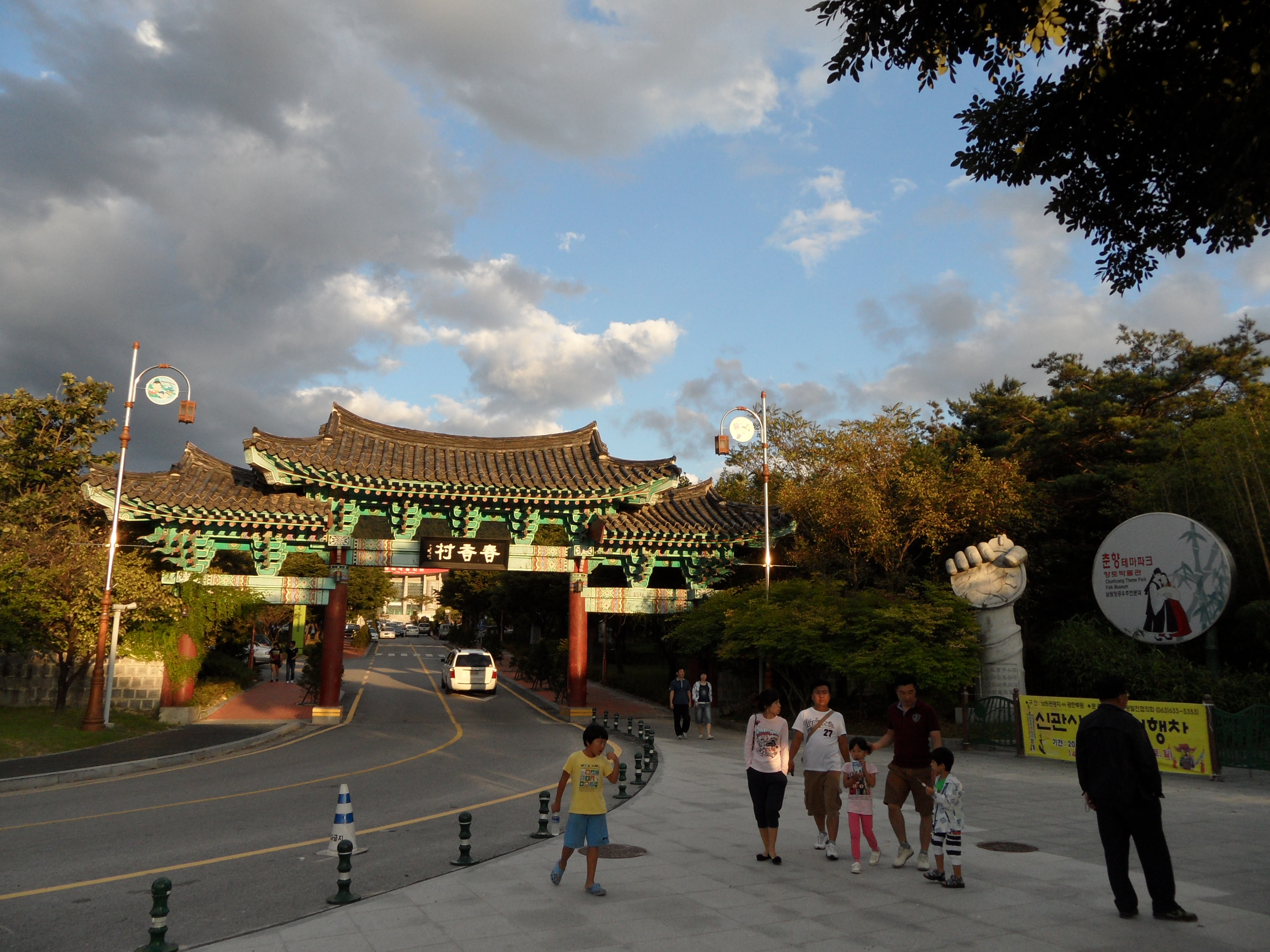
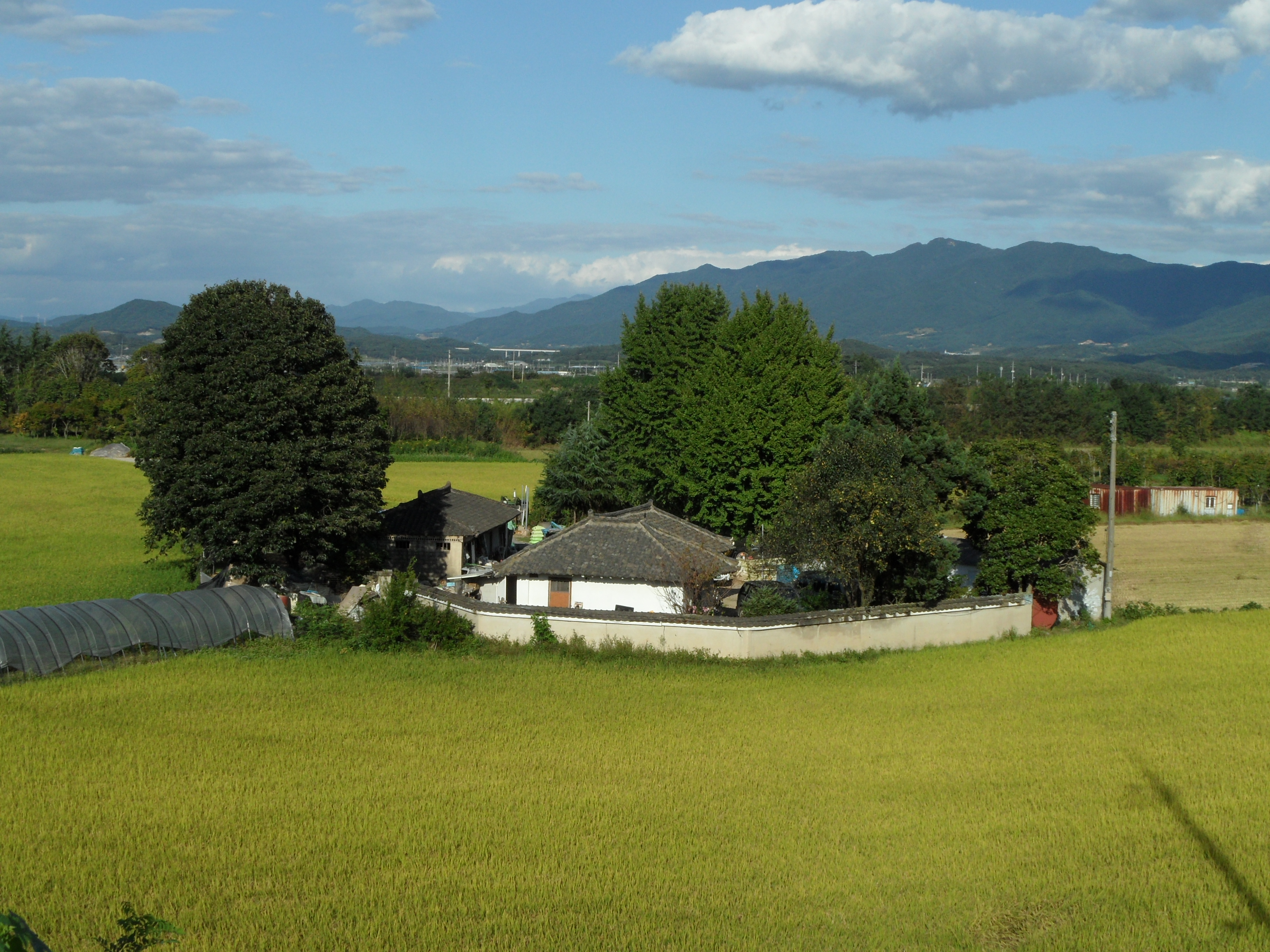
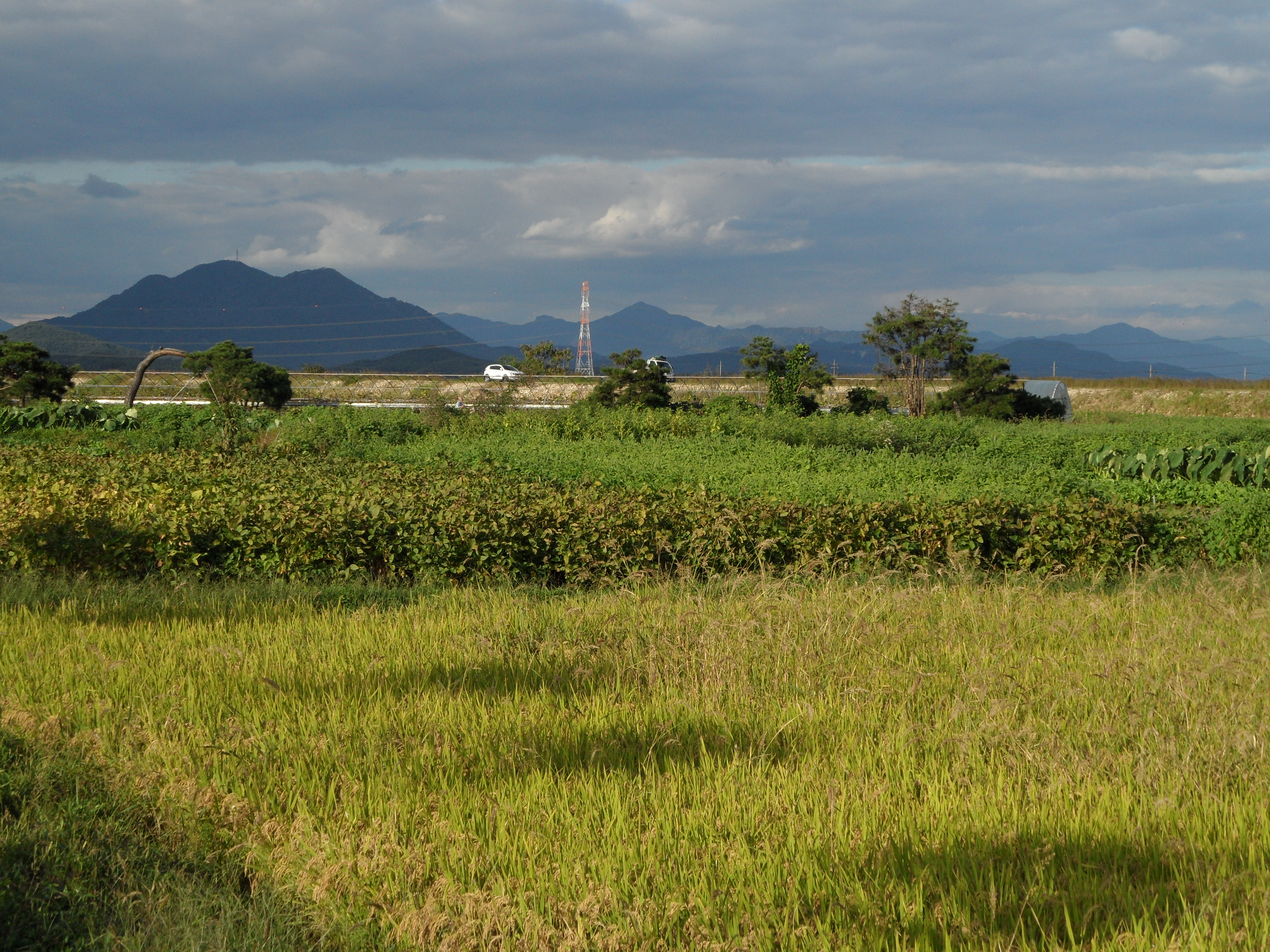
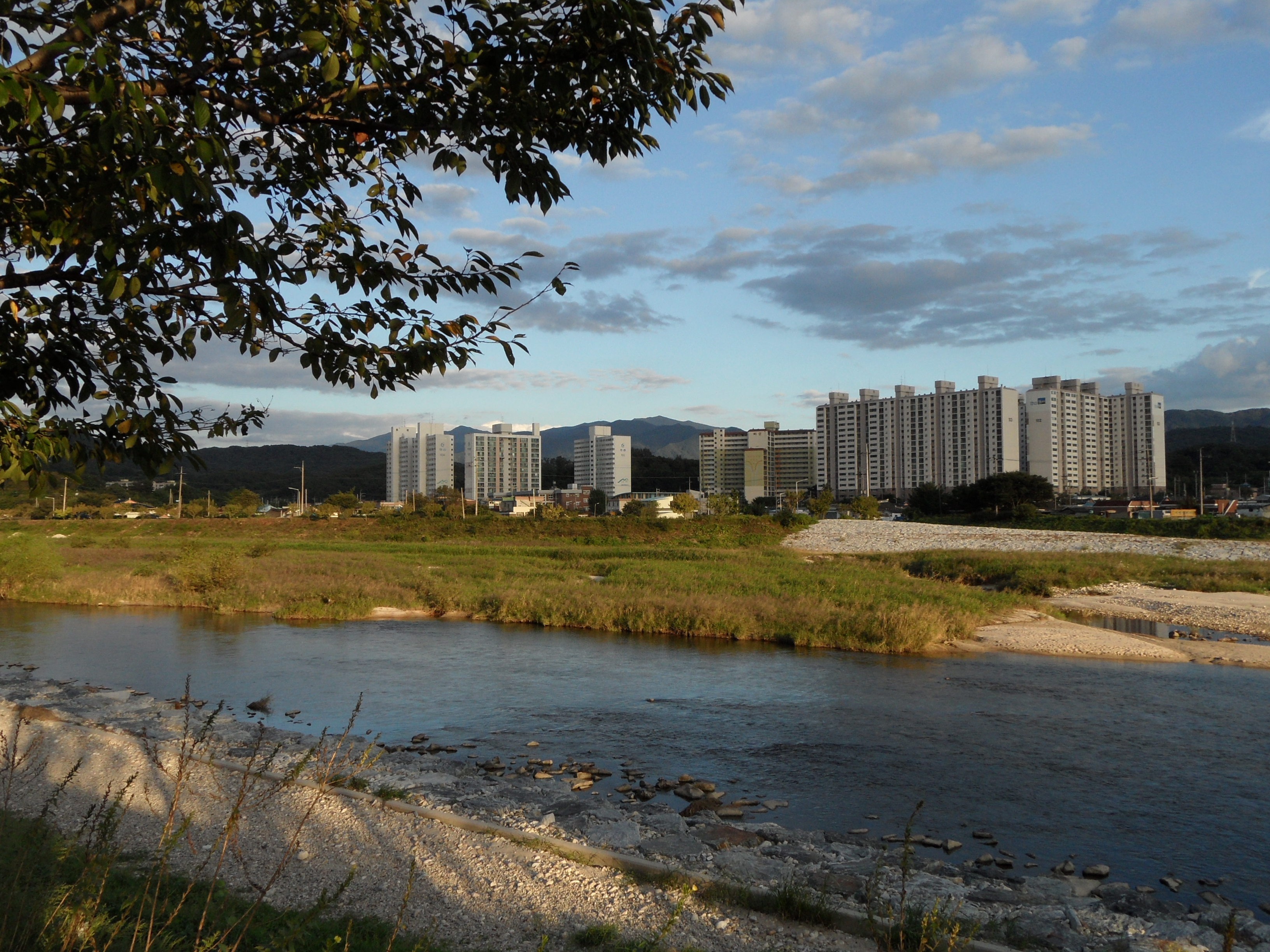
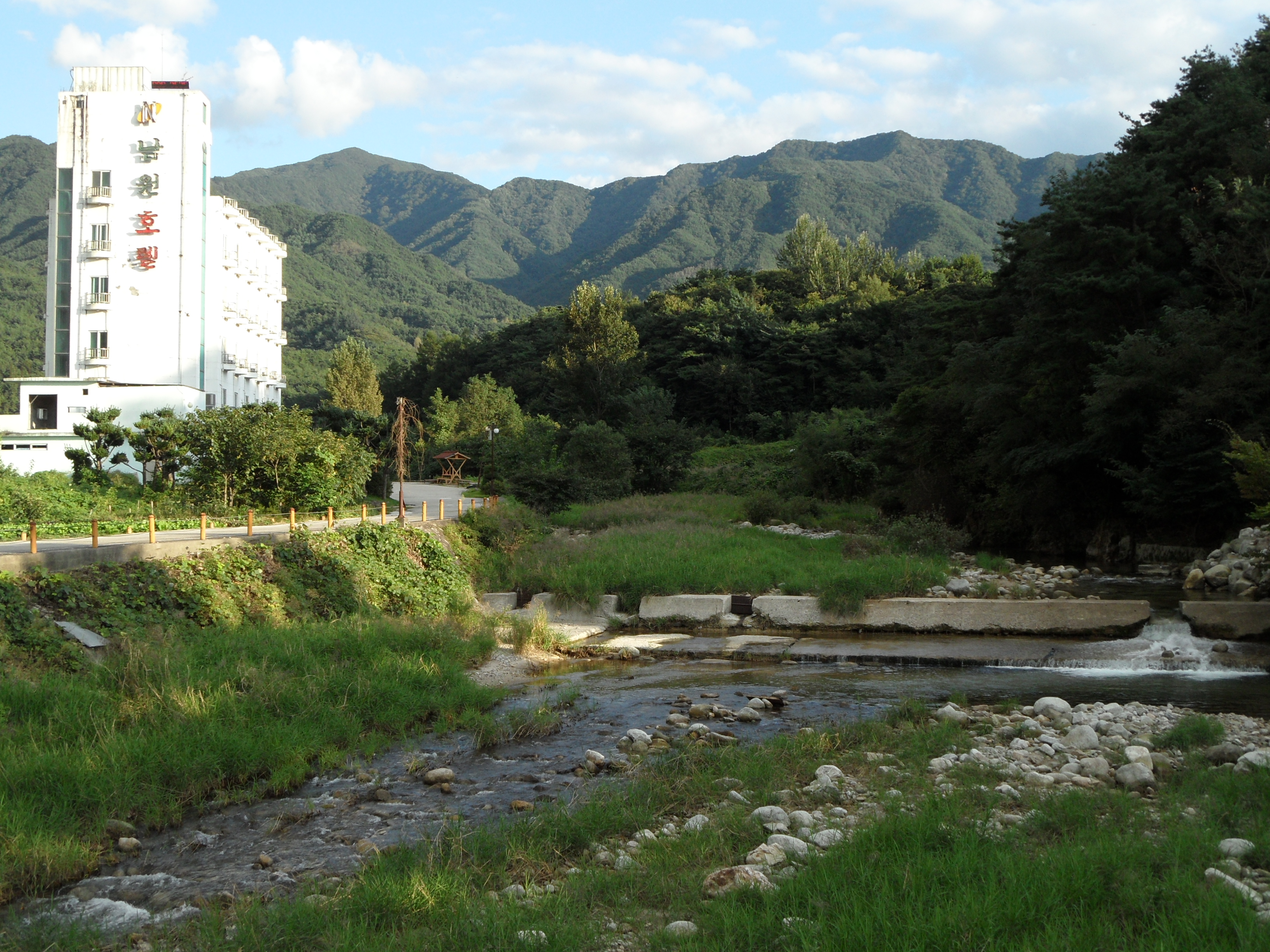
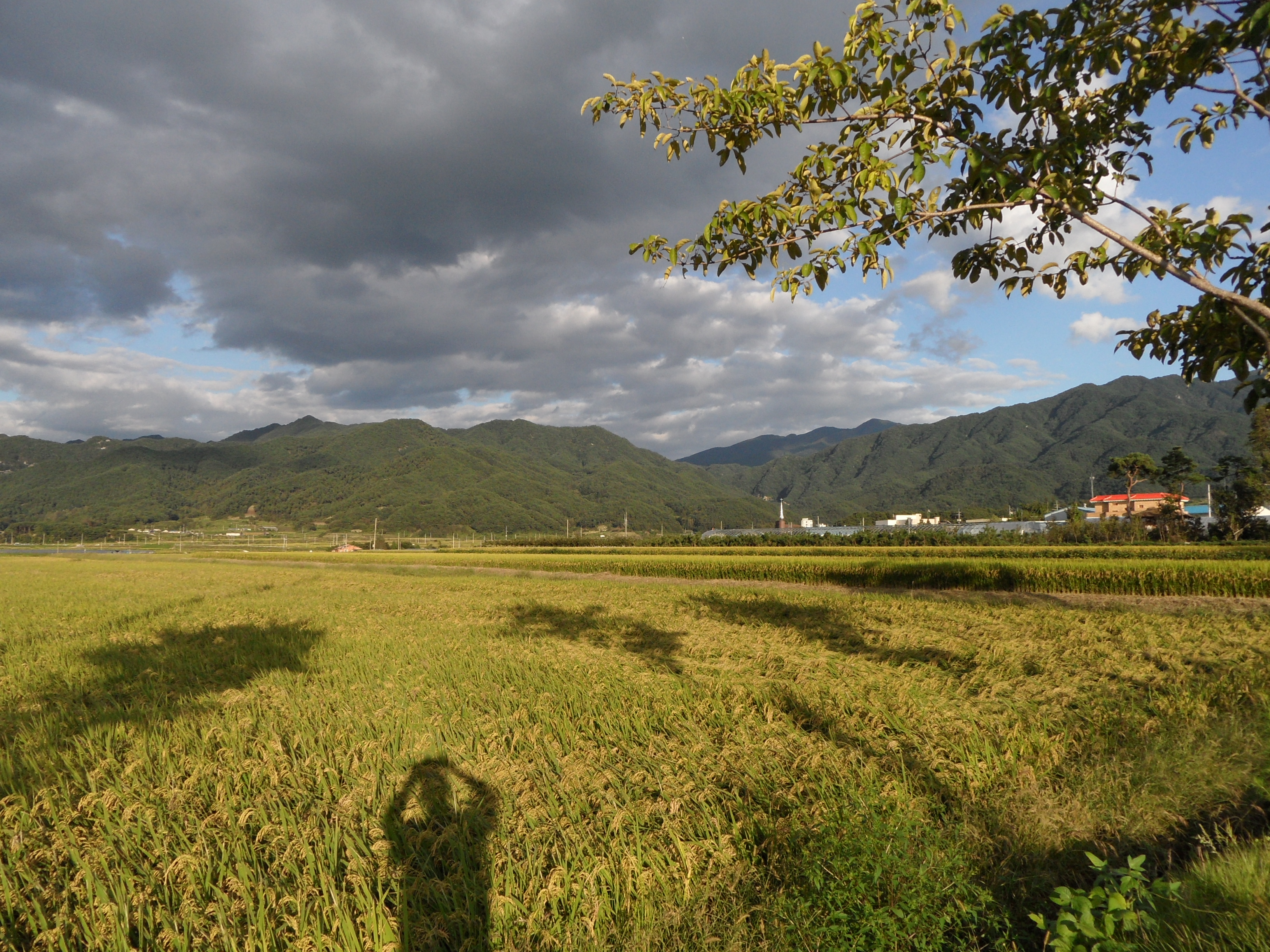
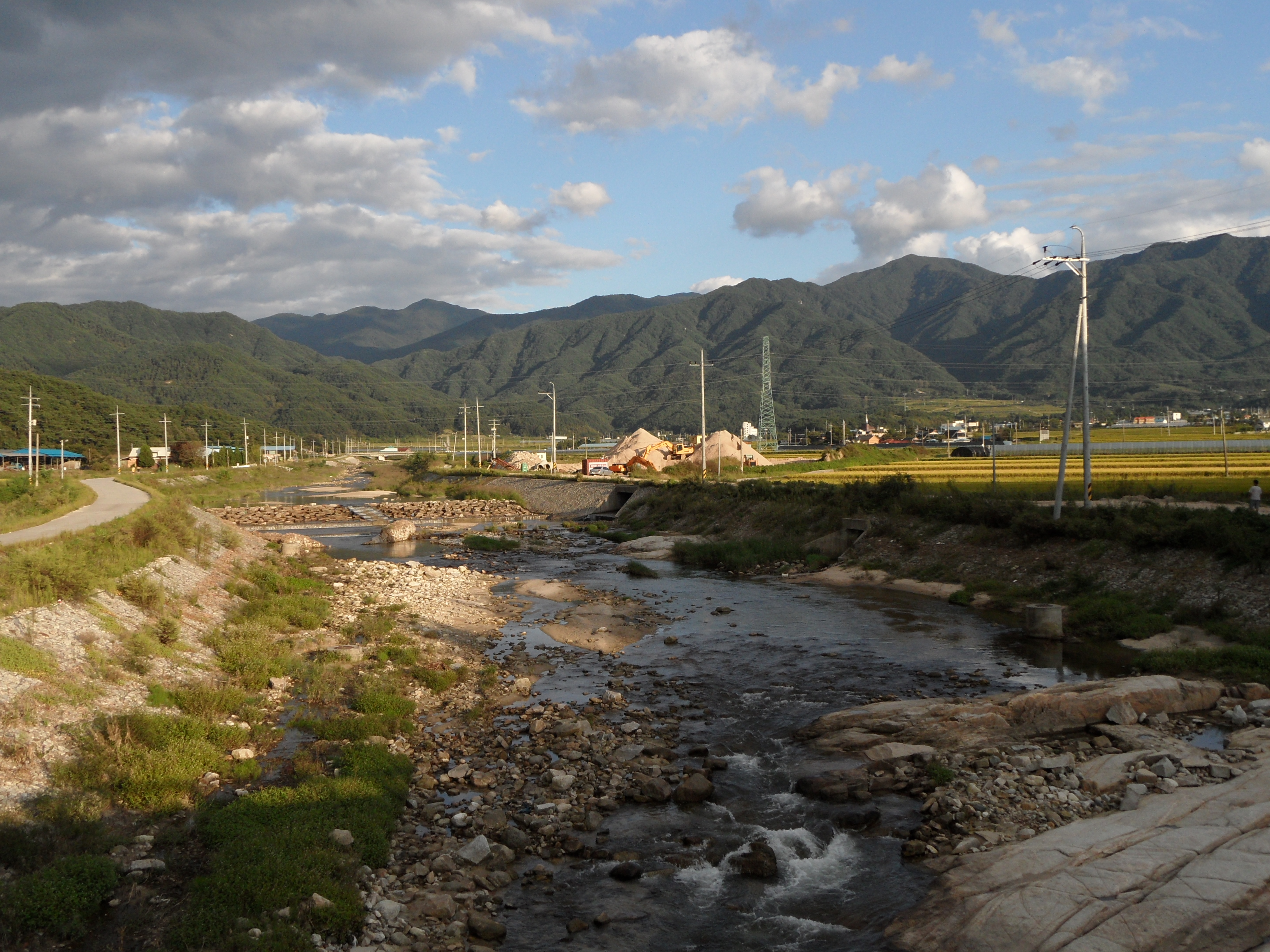
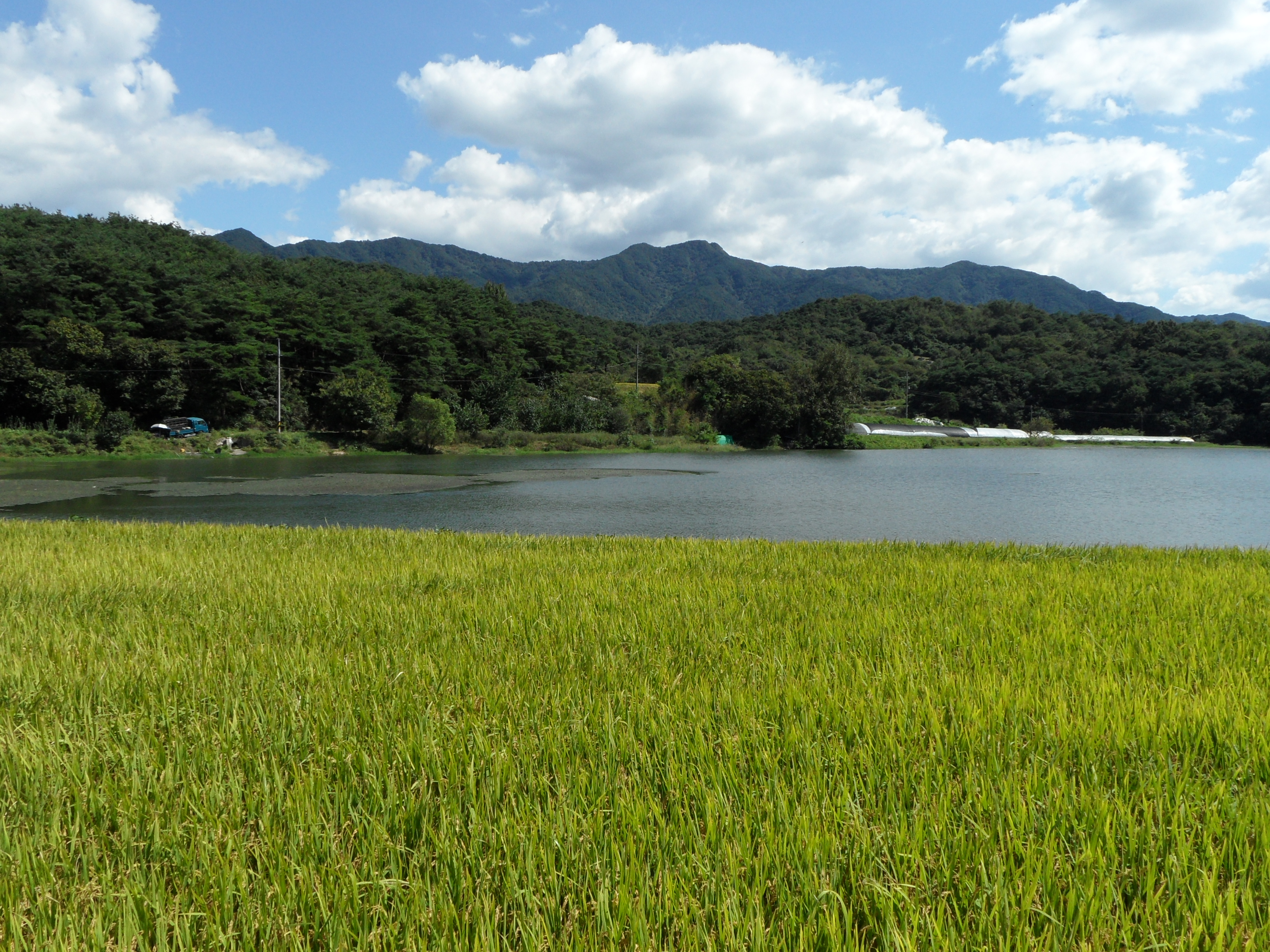
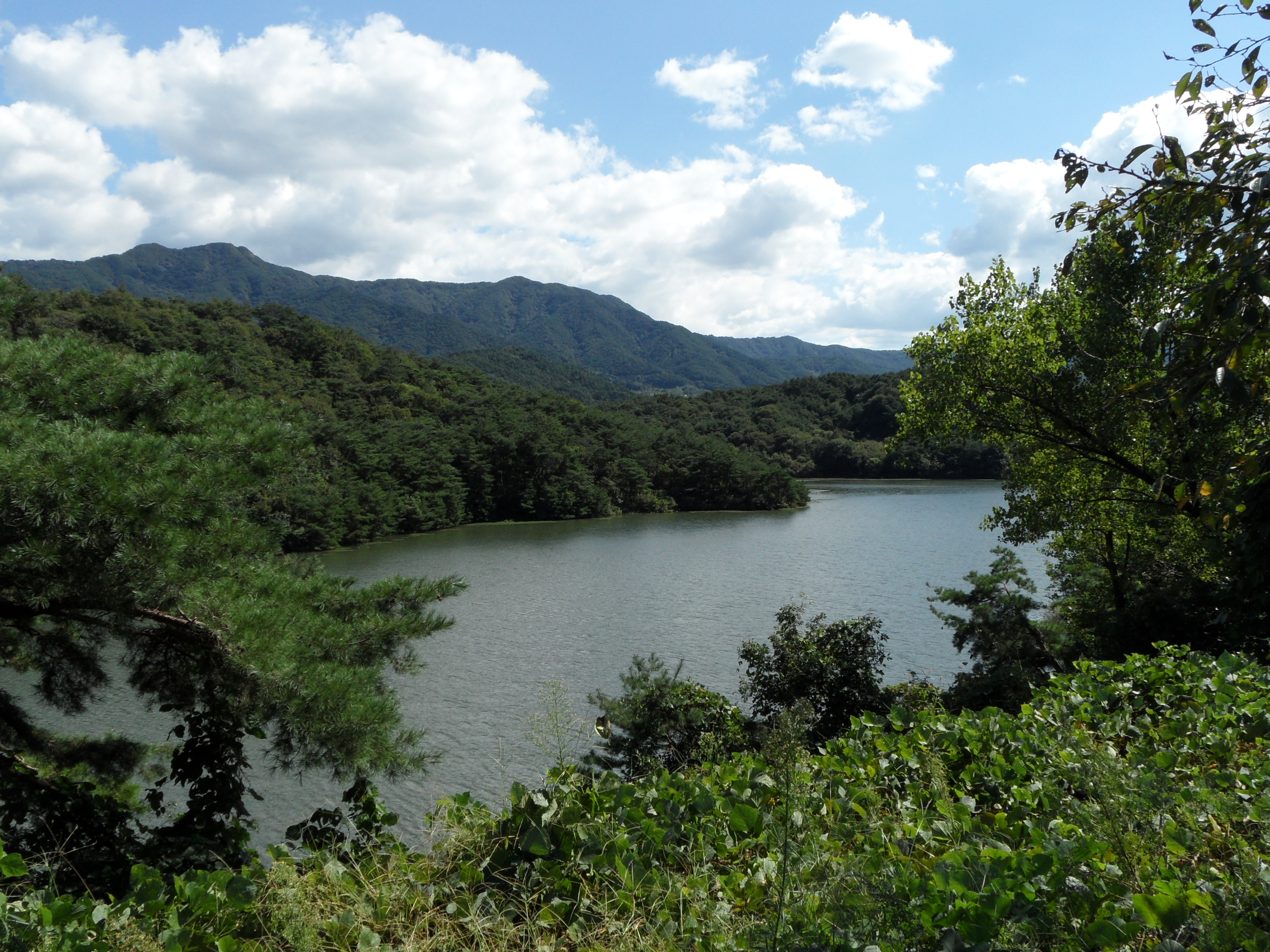
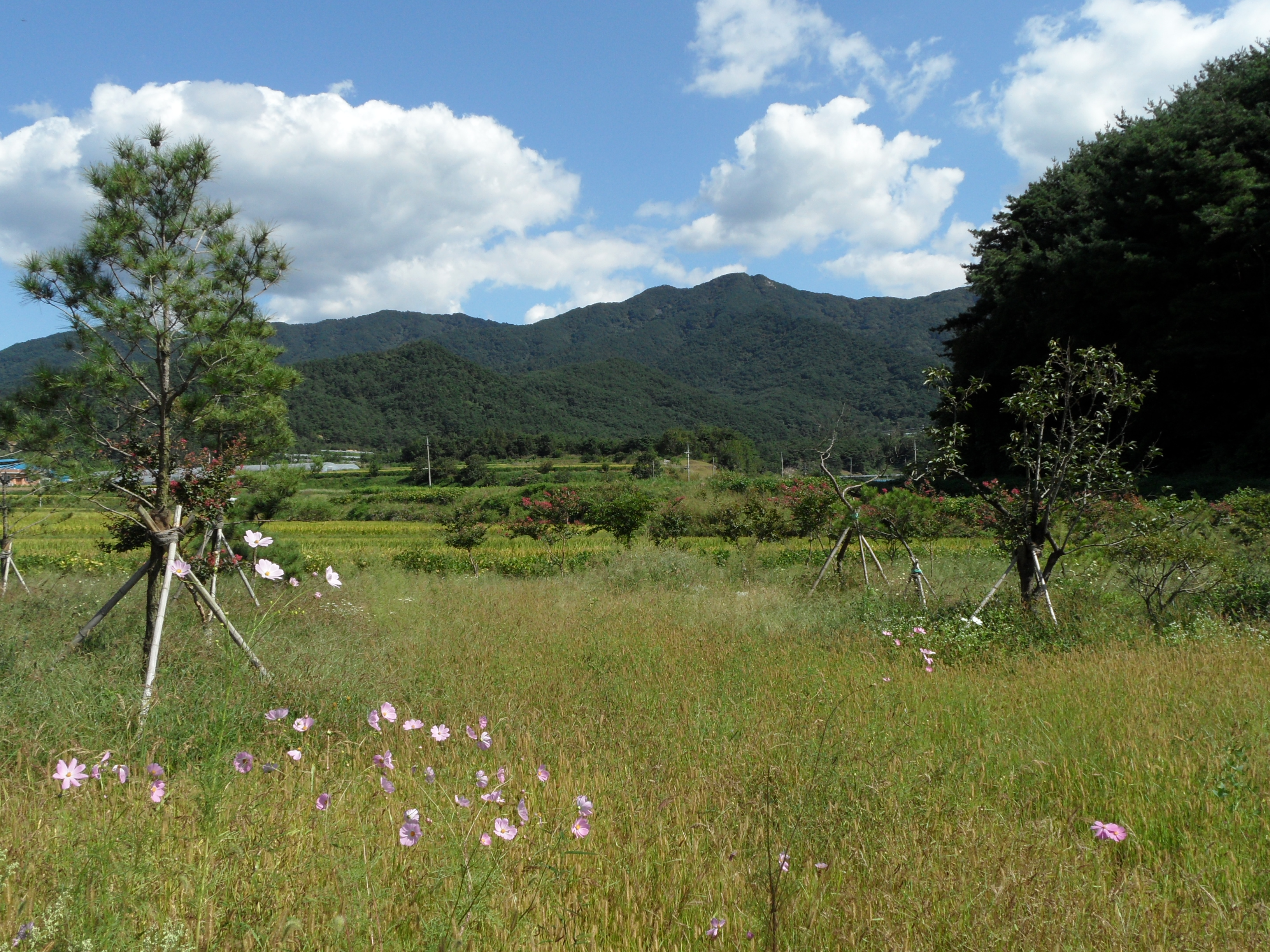
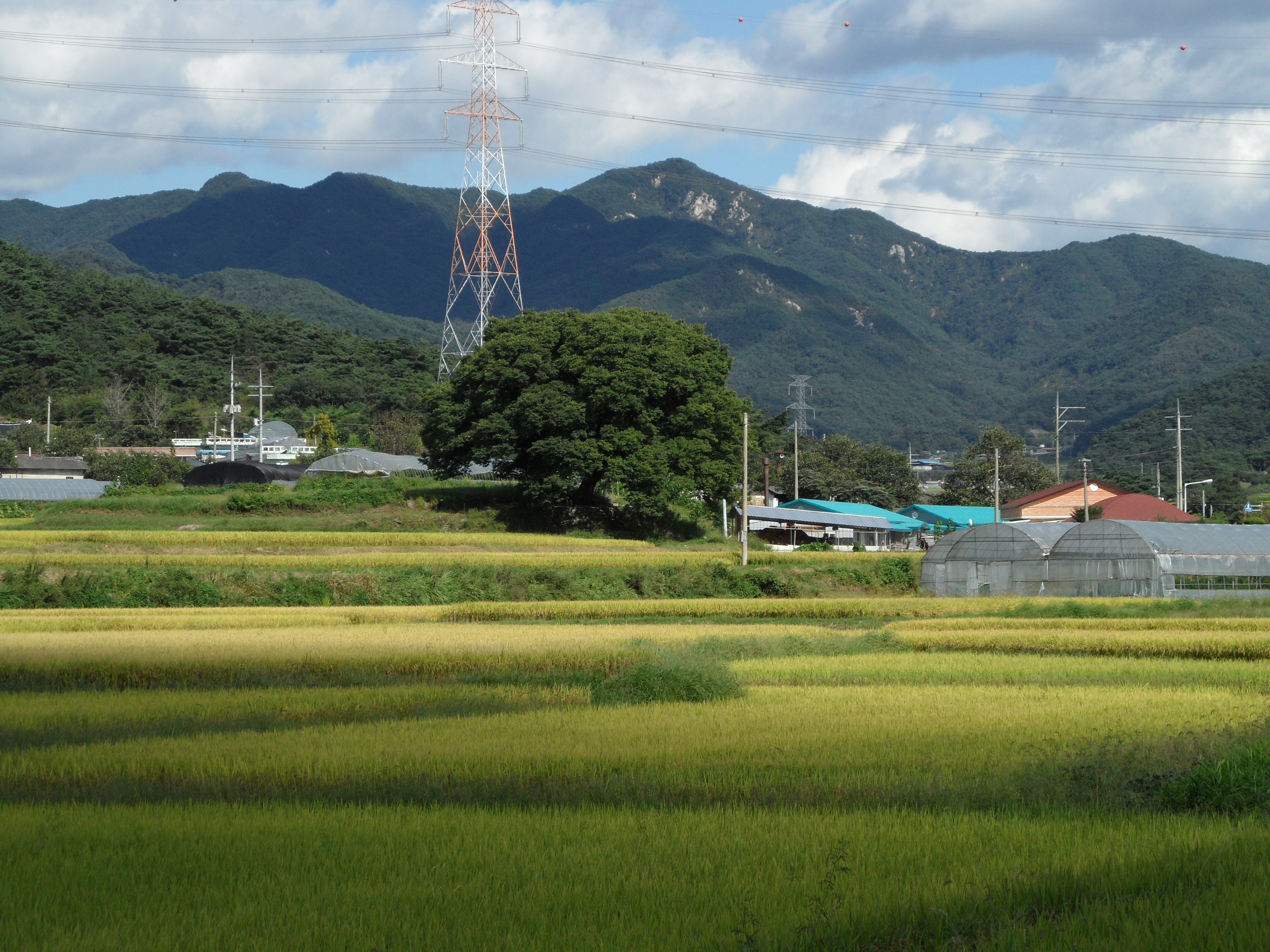
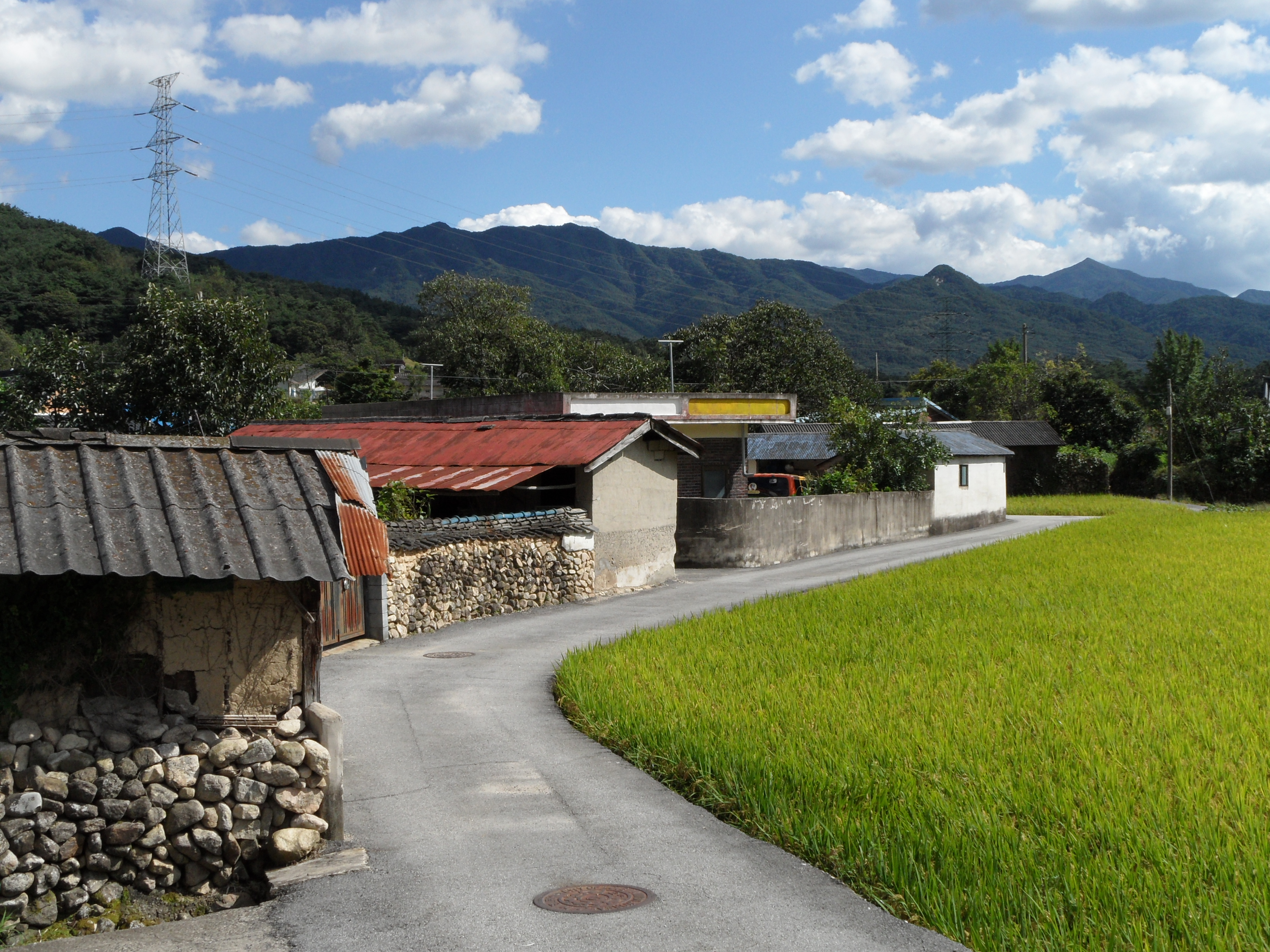
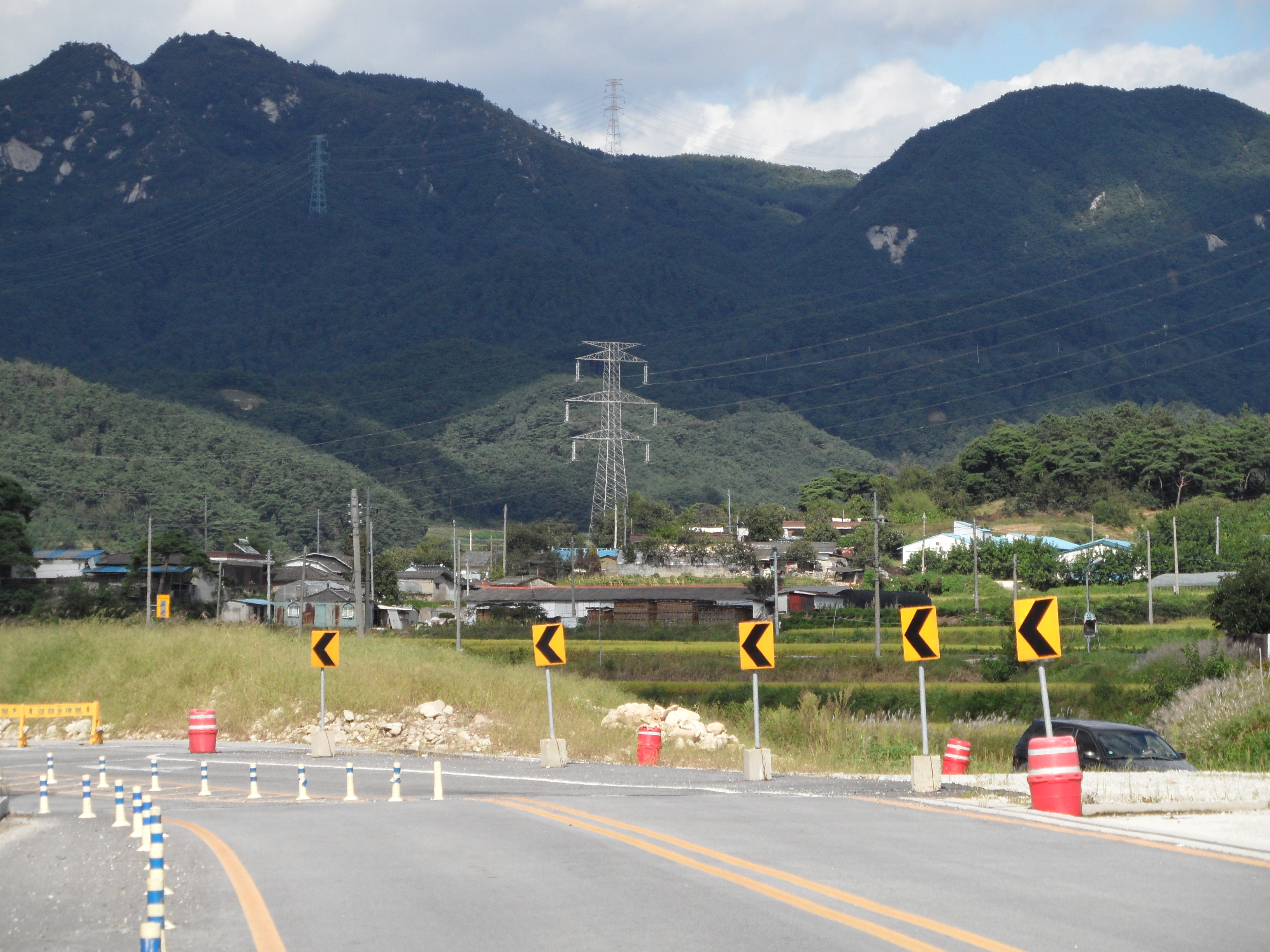
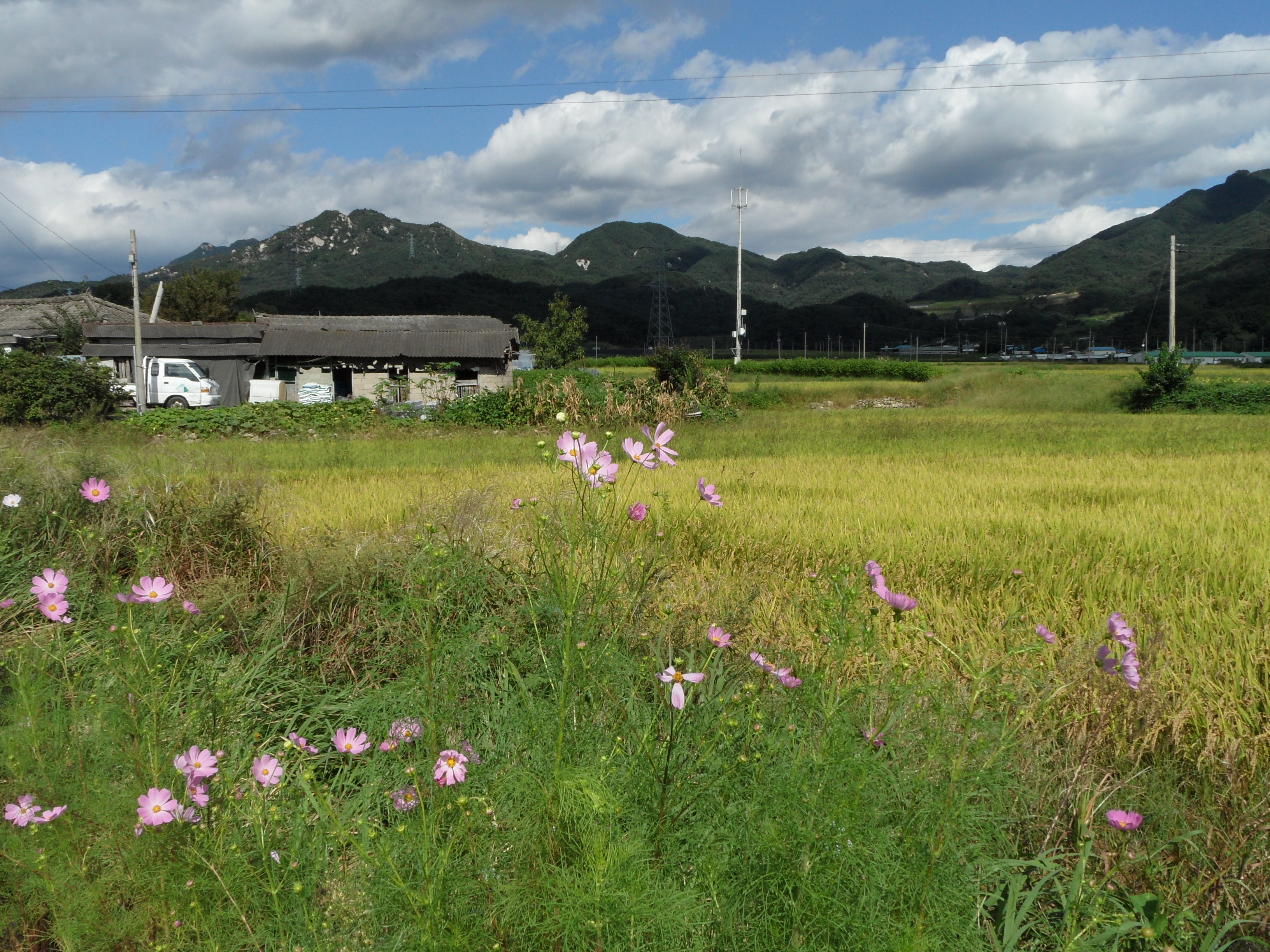
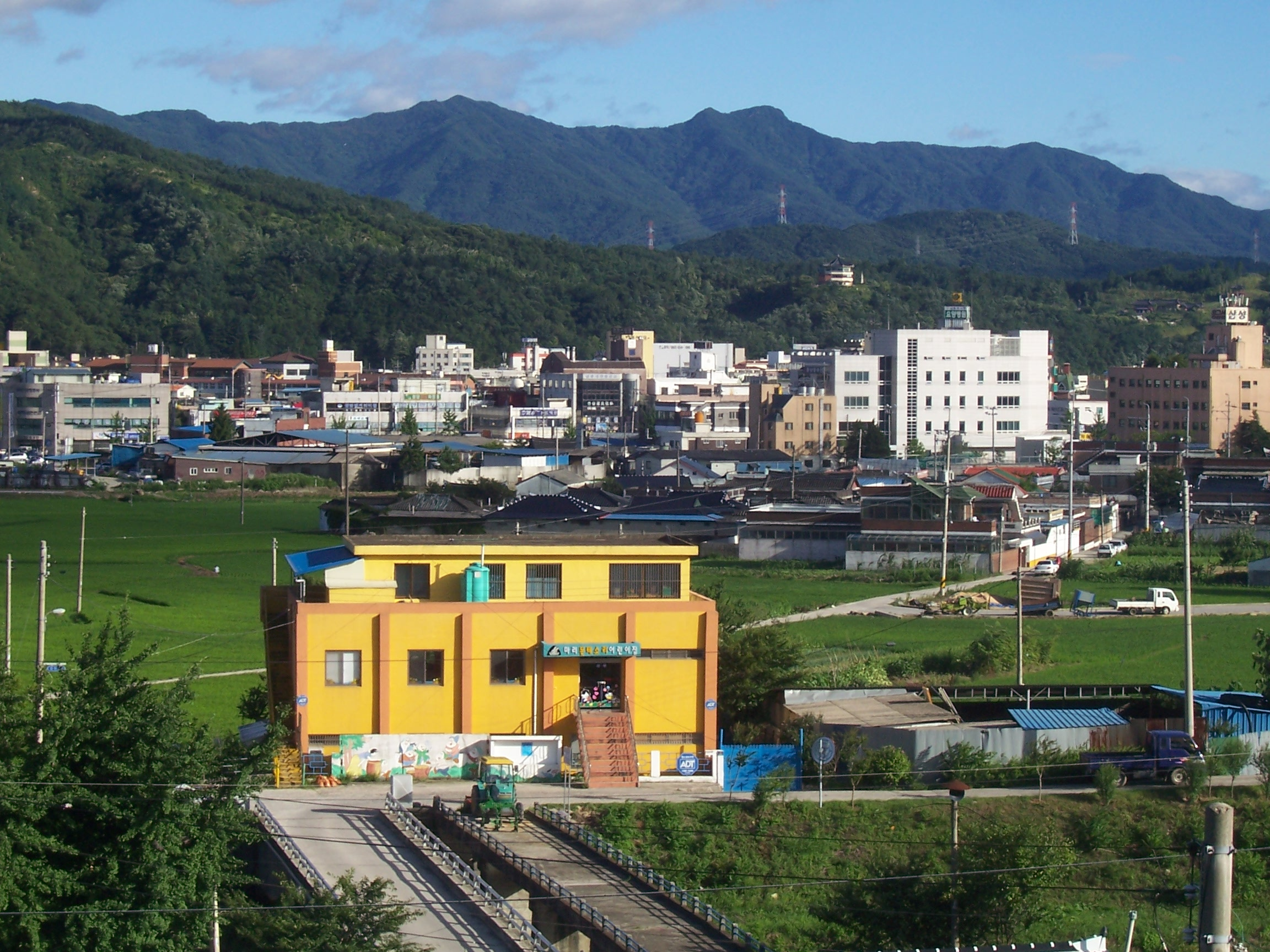
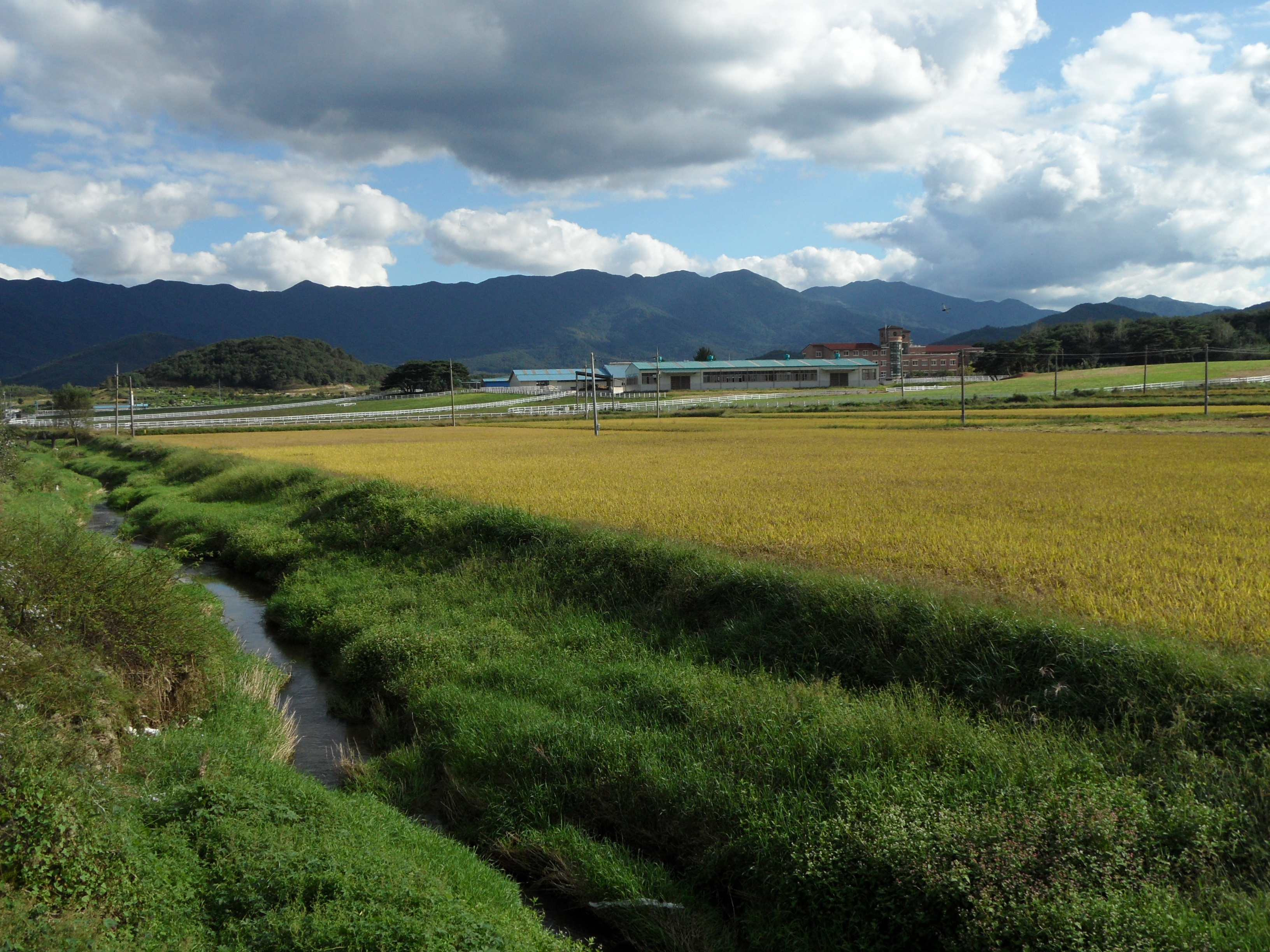
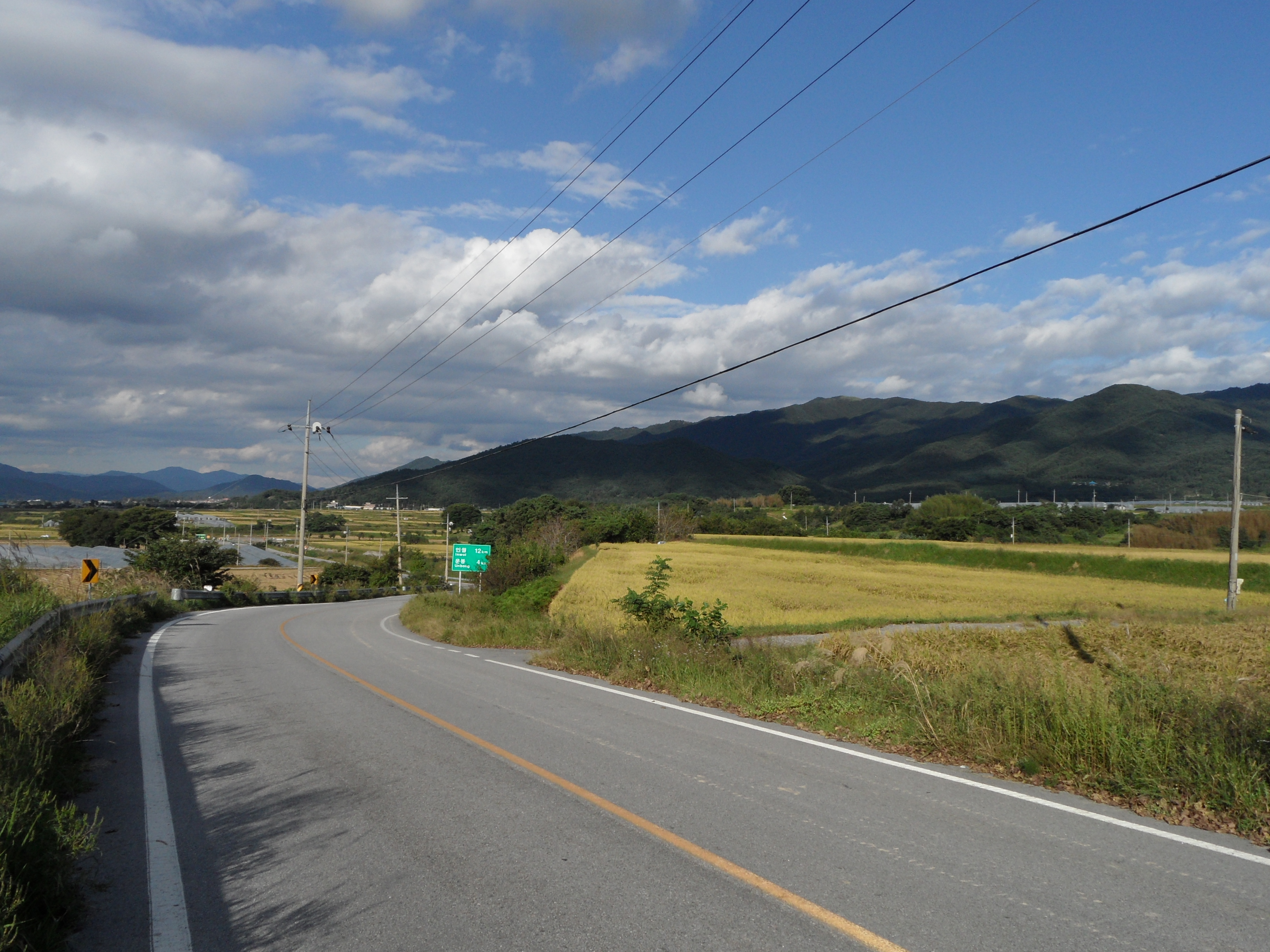
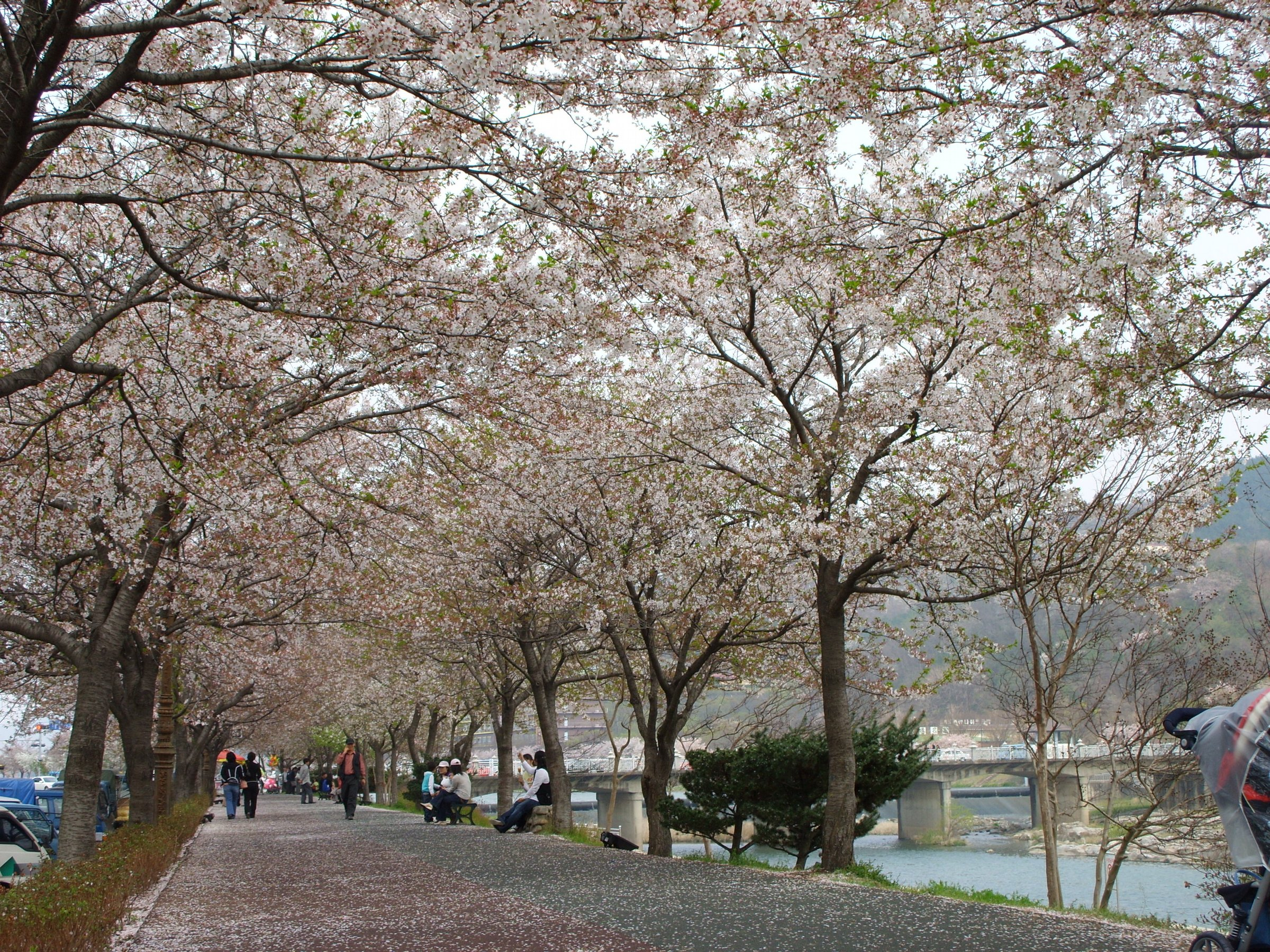
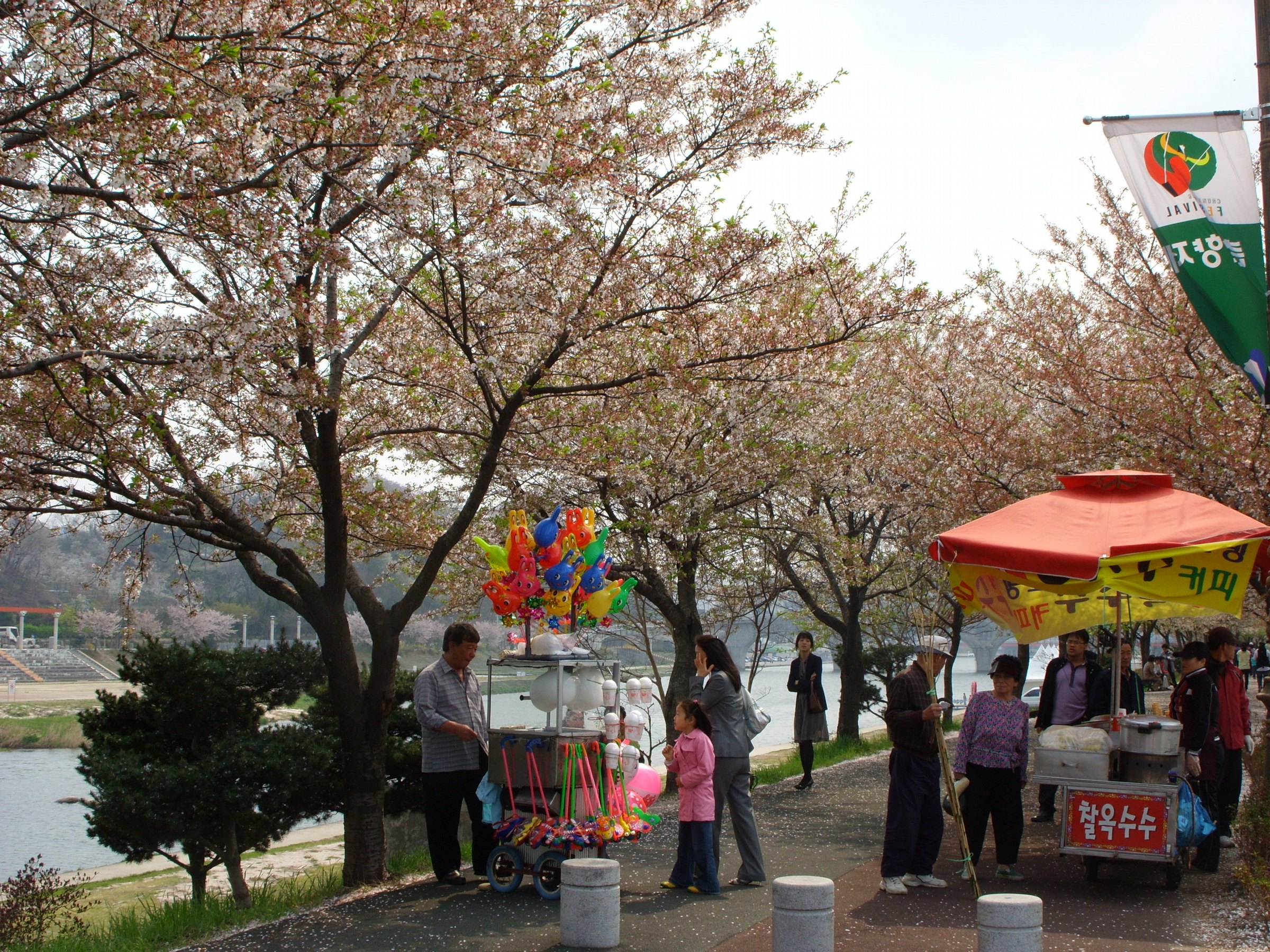
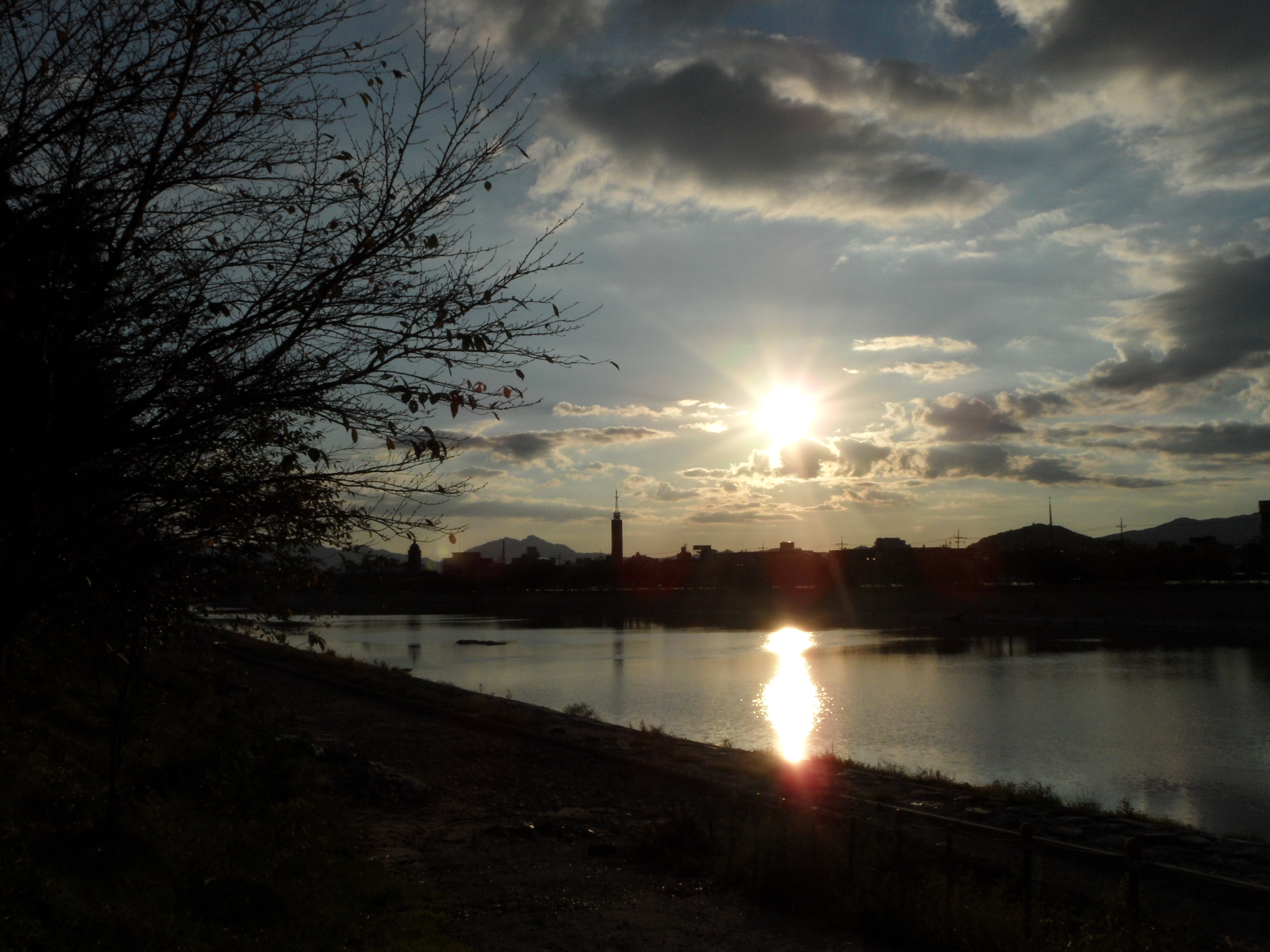
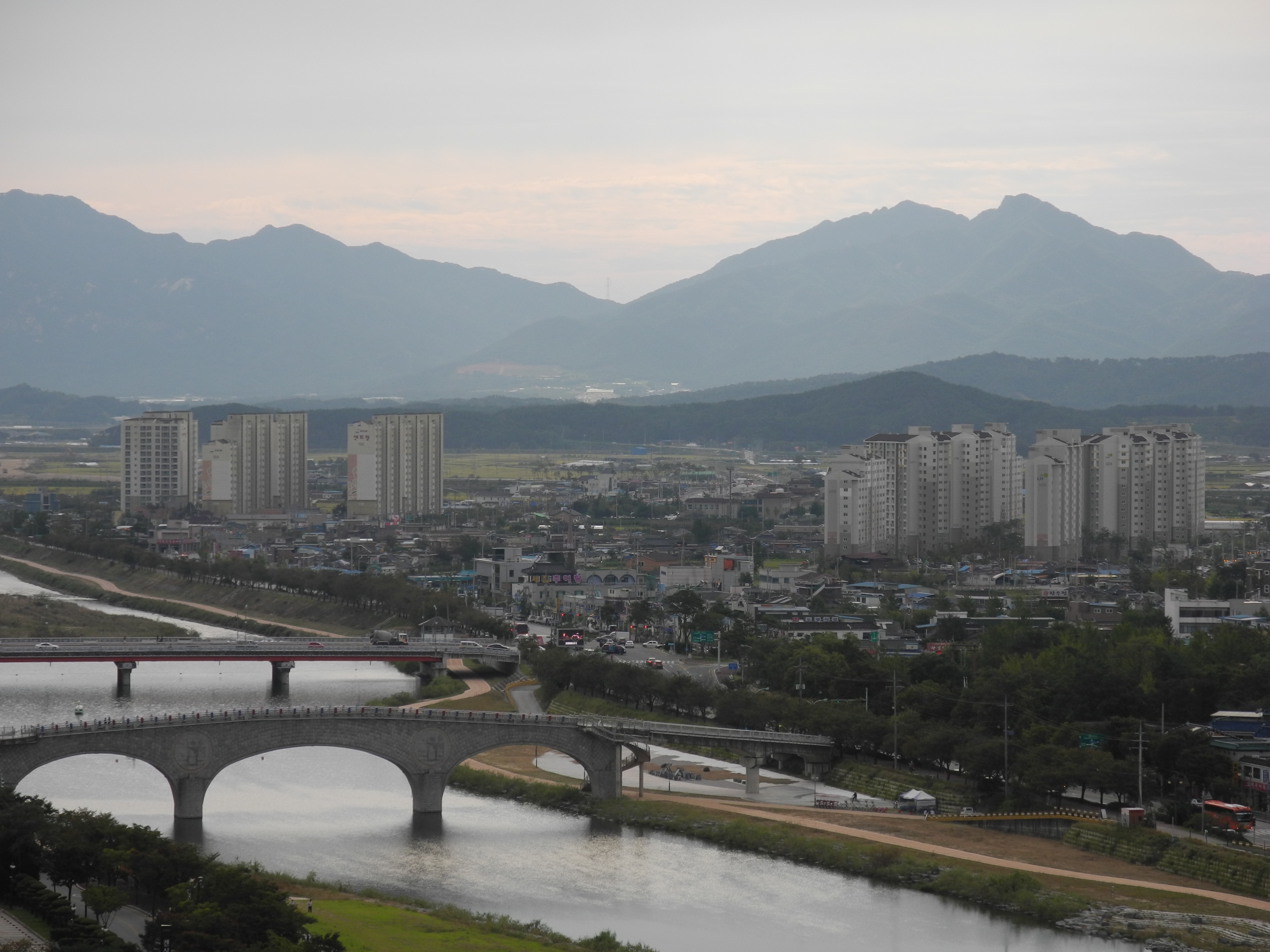